# Nueva Delicias II
Nueva Delicias II är en ort i Mexiko.   Den ligger i kommunen Candelaria och delstaten Campeche, i den sydöstra delen av landet, 900 km öster om huvudstaden Mexico City. Nueva Delicias II ligger 84 meter över havet och antalet invånare är 224.
Terrängen runt Nueva Delicias II är platt. Runt Nueva Delicias II är det glesbefolkat, med 11 invånare per kvadratkilometer. Närmaste större samhälle är El Desengaño, 5,2 km sydost om Nueva Delicias II. Omgivningarna runt Nueva Delicias II är en mosaik av jordbruksmark och naturlig växtlighet.